# Dumbrava (gmina Săsciori)
Dumbrava – wieś w Rumunii, w okręgu Alba, w gminie Săsciori. W 2011 roku liczyła 122 mieszkańców.